# Rekordy Polski juniorów w pływaniu
Rekordy Polski juniorów w pływaniu – zestawienie najlepszych rezultatów uzyskanych przez polskich zawodników i zawodniczki do lat 18.

## Basen 50-metrowy

### Mężczyźni
| 50 m stylem dowolnym          | 22,45    | Jan Hołub                                                                                                  | WKS Śląsk Wrocław               | 13 lipca 2014   | Mistrzostwa Europy Juniorów      | Dordrecht        |
| 100 m stylem dowolnym         | 49,20    | Mateusz Chowaniec                                                                                          | UKS Wodnik Siemianowice Śląskie | 1 maja 2021     | Mistrzostwa Polski               | Lublin           |
| 200 m stylem dowolnym         | 1:47,78  | Mateusz Chowaniec                                                                                          | UKS Wodnik Siemianowice Śląskie | 10 lipca 2021   | Mistrzostwa Europy Juniorów      | Rzym             |
| 400 m stylem dowolnym         | 3:49,21  | Wojciech Wojdak                                                                                            | UKP Unia Oświęcim               | 9 lipca 2014    | Mistrzostwa Europy Juniorów      | Dordrecht        |
| 800 m stylem dowolnym         | 7:56,74  | Krzysztof Chmielewski                                                                                      | IUKS Muszelka Warszawa          | 24 czerwca 2022 | Mistrzostwa Świata               | Budapeszt        |
| 1500 m stylem dowolnym        | 14:59,38 | Mateusz Sawrymowicz                                                                                        | MKP Szczecin                    | 31 lipca 2005   | Mistrzostwa Świata               | Montreal         |
| 50 m stylem grzbietowym       | 24,44    | Ksawery Masiuk                                                                                             | UKS G-8 Bielany Warszawa        | 2 września 2022 | Mistrzostwa Świata Juniorów      | Lima             |
| 100 m stylem grzbietowym      | 52,58    | Ksawery Masiuk                                                                                             | UKS G-8 Bielany Warszawa        | 19 czerwca 2022 | Mistrzostwa Świata               | Budapeszt        |
| 200 m stylem grzbietowym      | 1:55,60  | Radosław Kawęcki                                                                                           | KS Korner Zielona Góra          | 31 lipca 2009   | Mistrzostwa Świata               | Rzym             |
| 50 m stylem klasycznym        | 27,94    | Bartosz Skóra                                                                                              | UKS Piątka Konstantynów Łódzki  | 9 lipca 2021    | Mistrzostwa Europy Juniorów      | Rzym             |
| 100 m stylem klasycznym       | 1:01,63  | Jan Gajda                                                                                                  | MKS Trójka Łódź                 | 7 lipca 2024    | Mistrzostwa Europy Juniorów      | Wilno            |
| 200 m stylem klasycznym       | 2:13,45  | Jan Kałusowski                                                                                             | MKS Trójka Łódź                 | 5 lipca 2018    | Mistrzostwa Europy Juniorów      | Helsinki         |
| 50 m stylem motylkowym        | 23,59    | Ksawery Masiuk                                                                                             | UKS G-8 Bielany Warszawa        | 1 maja 2022     | Polish Open                      | Łódź             |
| 100 m stylem motylkowym       | 52,64    | Jakub Majerski                                                                                             | UKS SMS Galicja Kraków          | 7 lipca 2018    | Mistrzostwa Europy Juniorów      | Helsinki         |
| 200 m stylem motylkowym       | 1:55,01  | Krzysztof Chmielewski                                                                                      | IUKS Muszelka Warszawa          | 20 czerwca 2022 | Mistrzostwa Świata               | Budapeszt        |
| 200 m stylem zmiennym         | 2:02,77  | Michał Piela                                                                                               | UKP Unia Oświęcim               | 7 lipca 2022    | Mistrzostwa Europy Juniorów      | Otopeni          |
| 400 m stylem zmiennym         | 4:18,40  | Mateusz Matczak                                                                                            | MKS Trójka Łódź                 | 22 lipca 2007   | Mistrzostwa Europy Juniorów      | Antwerpia        |
| Sztafety reprezentacji Polski |          | |                                 |                 |                                  |                  |
| 4 × 100 m stylem dowolnym     | 3:17,11  | Karol Ostrowski (49,91) Bartosz Piszczorowicz (48,86) Kacper Stokowski (49,46) Jakub Kraska (48,88)        | Polska                          | 28 czerwca 2017 | Mistrzostwa Europy Juniorów      | Netanja          |
| 4 × 200 m stylem dowolnym     | 7:18,01  | Kacper Stokowski (1:48,76) Mateusz Arndt (1:50,20) Mateusz Kasztelan (1:49,33) Antoni Kałużyński (1:49,72) | Polska                          | 8 lipca 2016    | Mistrzostwa Europy Juniorów      | Hódmezővásárhely |
| 4 × 100 m stylem zmiennym     | 3:37,46  | Ksawery Masiuk (54,41) Bartosz Skóra (1:01,34) Paweł Uryniuk (52,92) Mateusz Chowaniec (48,79)             | Polska                          | 11 lipca 2021   | Mistrzostwa Europy Juniorów      | Rzym             |
| Sztafety klubowe              |          | |                                 |                 |                                  |                  |
| 4 × 100 m stylem dowolnym     | 3:24,14  | Rafał Słowik (52,30) Cezary Butkiewicz (52,10) Kacper Stokowski (49,94) Bartosz Piszczorowicz (49,80)      | UKS G-8 Bielany Warszawa        | 20 lipca 2017   | Ogólnopolska Olimpiada Młodzieży | Warszawa         |
| 4 × 200 m stylem dowolnym     | 7:31,80  | Rafał Słowik (1:55,11) Kacper Piotrowski (1:53,53) Jan Karolczak (1:52,79) Cezary Budkiewicz (1:50,37)     | UKS G-8 Bielany Warszawa        | 20 lipca 2018   | Ogólnopolska Olimpiada Młodzieży | Gliwice          |
| 4 × 100 m stylem zmiennym     | 3:44,06  | Ksawery Masiuk (55,51) Filip Urbański (1:03,30) Paweł Uryniuk (52,98) Jakub Karpiński (52,27)              | UKS G-8 Bielany Warszawa        | 18 lipca 2021   | Mistrzostwa Polski Juniorów      | Bydgoszcz        |

1. ↑  Rekord ustanowiony w ramach wyścigu na 1500 m.

### Kobiety
| 50 m stylem dowolnym          | 25,31    | Katarzyna Wasick                                                                                          | MKS Jordan Kraków                 | 21 maja 2009     | Mistrzostwa Polski          | Ostrowiec Świętokrzyski |
| 100 m stylem dowolnym         | 54,95    | Katarzyna Wasick                                                                                          | MKS Jordan Kraków                 | 10 sierpnia 2010 | Mistrzostwa Europy          | Budapeszt               |
| 200 m stylem dowolnym         | 1:58,62  | Paulina Barzycka                                                                                          | UTS Orlik Lublin                  | 17 sierpnia 2004 | Igrzyska Olimpijskie        | Ateny                   |
| 400 m stylem dowolnym         | 4:12,62  | Paula Żukowska                                                                                            | MKS Zryw Opole                    | 9 grudnia 2009   |                             | Doha                    |
| 800 m stylem dowolnym         | 8:39,55  | Paulina Piechota                                                                                          | UKS 190 Łódź                      | 18 maja 2017     | Mistrzostwa Polski          | Lublin                  |
| 1500 m stylem dowolnym        | 16:38,77 | Paulina Piechota                                                                                          | UKS 190 Łódź                      | 8 lipca 2016     | Mistrzostwa Europy Juniorów | Hódmezővásárhely        |
| 50 m stylem grzbietowym       | 28,78    | Adela Piskorska                                                                                           | UKS Shark Rudna                   | 15 maja 2021     |                             | Poznań                  |
| 50 m stylem grzbietowym       | 28,78    | Gabriela Król                                                                                             | KS Wisła Puławy                   | 27 kwietnia 2024 | Mistrzostwa Polski          | Lublin                  |
| 100 m stylem grzbietowym      | 1:01,37  | Adela Piskorska                                                                                           | UKS Shark Rudna                   | 12 czerwca 2021  | Mistrzostwa Polski Juniorów | Bydgoszcz               |
| 200 m stylem grzbietowym      | 2:08,96  | Laura Bernat                                                                                              | AZS UMCS Lublin                   | 28 lipca 2023    | Mistrzostwa Świata          | Fukuoka                 |
| 50 m stylem klasycznym        | 31,18    | Karolina Piechowicz                                                                                       | SWIMLAND Olsztyn                  | 5 lipca 2023     | Mistrzostwa Europy Juniorów | Belgrad                 |
| 100 m stylem klasycznym       | 1:08,25  | Weronika Hallmann                                                                                         | AZS AWF Warszawa                  | 27 maja 2018     | Mistrzostwa Polski          | Łódź                    |
| 200 m stylem klasycznym       | 2:26,84  | Wiktoria Bieńkowska                                                                                       | MKS KS AZS AWFiS Gdańsk           | 10 lipca 2009    | Mistrzostwa Europy Juniorów | Praga                   |
| 50 m stylem motylkowym        | 26,48    | Flawia Kamzol                                                                                             | UKS SMS Galicja Kraków            | 6 lipca 2024     | Mistrzostwa Europy Juniorów | Wilno                   |
| 100 m stylem motylkowym       | 58,66    | Otylia Jędrzejczak                                                                                        | MKS Pałac Katowice                | 16 września 2000 | Igrzyska Olimpijskie        | Sydney                  |
| 200 m stylem motylkowym       | 2:07,81  | Otylia Jędrzejczak                                                                                        | MKS Pałac Katowice                | 19 września 2000 | Igrzyska Olimpijskie        | Sydney                  |
| 200 m stylem zmiennym         | 2:13,86  | Katarzyna Baranowska                                                                                      | MKP Szczecin                      | 24 lipca 2005    | Mistrzostwa Świata          | Montreal                |
| 400 m stylem zmiennym         | 4:43,39  | Katarzyna Baranowska                                                                                      | MKP Szczecin                      | 20 maja 2005     | Mistrzostwa Polski          | Dębica                  |
| Sztafety reprezentacji Polski |          | |                                   |                  |                             |                         |
| 4 × 100 m stylem dowolnym     | 3:49,38  | Paulina Cierpiałowska (57,21) Barbara Walczak (57,34) Zofia Sobczak (57,55) Julia Kulik (57,28)           | Polska                            | 4 lipca 2023     | Mistrzostwa Europy Juniorów | Belgrad                 |
| 4 × 200 m stylem dowolnym     | 8:06,97  | Marta Klimek (2:00,31) Wiktoria Guść (2:03,45) Klaudia Tarasiewicz (2:03,09) Aleksandra Knop (2:00,12)    | Polska                            | 20 sierpnia 2019 | Mistrzostwa Europy Juniorów | Budapeszt               |
| 4 × 100 m stylem zmiennym     | 4:08,91  | Klaudia Naziębło Paulina Zachoszcz Mirela Olczak Natalia Pawlaczek                                        | Polska                            | 12 grudnia 2009  |                             | Doha                    |
| Sztafety klubowe              |          | |                                   |                  |                             |                         |
| 4 × 100 m stylem dowolnym     | 3:53,76  | Zofia Sobczak (57,60) Julita Niewczas (59,69) Aleksandra Czubik (58,75) Barbara Walczak (57,72)           | UKS G-8 Bielany Warszawa          | 27 kwietnia 2023 | Mistrzostwa Polski          | Olsztyn                 |
| 4 × 200 m stylem dowolnym     | 8:27,19  | Kamila Andrzejewska (2:06,22) Julia Adamczyk (2:05,73) Wiktoria Czarnecka (2:07,00) Ewa Osiniak (2:08,24) | AZS UMCS Lublin                   | 18 maja 2017     | Mistrzostwa Polski          | Lublin                  |
| 4 × 100 m stylem zmiennym     | 4:15,76  | Alicja Tchórz (1:03,16) Paulina Zachoszcz (1:11,01) Mirela Olczak (1:01,24) Joanna Zachoszcz (1:00,35)    | MKP Słowianka Gorzów Wielkopolski | 6 czerwca 2010   | Mistrzostwa Polski          | Gliwice                 |

### Sztafety mieszane
| Sztafety reprezentacji Polski |         | |                            |                  |                             |          |
| 4 × 100 m stylem dowolnym     | 3:30,76 | Bartosz Piszczorowicz (50,05) Kornelia Fiedkiewicz (56,43) Aleksandra Polańska (55,61) Jakub Kraska (48,67)      | Polska                     | 29 czerwca 2017  | Mistrzostwa Europy Juniorów | Netanja  |
| 4 × 100 m stylem zmiennym     | 3:52,00 | Ksawery Masiuk (53,52) Karolina Piechowicz (1:08,95) Krzysztof Chmielewski (53,31) Paulina Cierpiałowska (56,22) | Polska                     | 31 sierpnia 2022 | Mistrzostwa Świata Juniorów | Lima     |
| Sztafety klubowe              |         | |                            |                  |                             |          |
| 4 × 100 m stylem dowolnym     | 3:43,57 | Gabriela Herbreder (59,48) Adam Wiśniewski (52,88) Isabella Lojewski (58,91) Maciej Konarski (52,30)             | UKS GIM92 Ursynów Warszawa | 30 kwietnia 2021 | Mistrzostwa Polski          | Lublin   |
| 4 × 100 m stylem zmiennym     | 4:00,64 | Bartosz Brzozowski (57,66) Zofia Sobczak (1:10,47) Jan Brzóska (55,28) Barbara Walczak (57,23)                   | UKS G-8 Bielany Warszawa   | 18 lipca 2023    | Mistrzostwa Polski Juniorów | Oświęcim |

## Basen 25-metrowy

### Mężczyźni
| 50 m stylem dowolnym      | 21,77    | Kacper Stokowski                                                      | UKS G-8 Bielany Warszawa           | 19 grudnia 2017   | Zimowe Mistrzostwa Polski          | Łódź                    |
| 100 m stylem dowolnym     | 47,36    | Jakub Kraska                                                          | AZS AWF Łódź                       | 21 grudnia 2018   | Zimowe Mistrzostwa Polski          | Lublin                  |
| 200 m stylem dowolnym     | 1:43,99  | Jakub Kraska                                                          | AZS AWF Łódź                       | 19 grudnia 2018   | Zimowe Mistrzostwa Polski          | Lublin                  |
| 400 m stylem dowolnym     | 3:41,69  | Wojciech Wojdak                                                       | UKP Unia Oświęcim                  | 18 grudnia 2014   | Zimowe Mistrzostwa Polski          | Ostrowiec Świętokrzyski |
| 800 m stylem dowolnym     | 7:38,17  | Wojciech Wojdak                                                       | UKP Unia Oświęcim                  | 20 grudnia 2014   | Zimowe Mistrzostwa Polski          | Ostrowiec Świętokrzyski |
| 1500 m stylem dowolnym    | 14:38,86 | Mateusz Sawrymowicz                                                   | MKP Szczecin                       | 10 grudnia 2005   | Mistrzostwa Europy                 | Triest                  |
| 50 m stylem grzbietowym   | 23,17    | Kacper Stokowski                                                      | UKS G-8 Bielany Warszawa           | 17 grudnia 2017   | Mistrzostwa Europy                 | Kopenhaga               |
| 100 m stylem grzbietowym  | 49,69    | Radosław Kawęcki                                                      | KS Korner Zielona Góra             | 12 grudnia 2009   | Mistrzostwa Europy                 | Stambuł                 |
| 200 m stylem grzbietowym  | 1:48,73  | Radosław Kawęcki                                                      | KS Korner Zielona Góra             | 18 grudnia 2009   | Grand Prix Puchar Polski           | Warszawa                |
| 50 m stylem klasycznym    | 27,00    | Jan Kałusowski                                                        | MKS Trójka Łódź                    | 22 grudnia 2018   | Zimowe Mistrzostwa Polski          | Lublin                  |
| 100 m stylem klasycznym   | 58,33    | Jan Kałusowski                                                        | MKS Trójka Łódź                    | 19 grudnia 2018   | Zimowe Mistrzostwa Polski          | Lublin                  |
| 200 m stylem klasycznym   | 2:06,61  | Rafał Kusto                                                           | UKS Shark Lubań                    | 11 marca 2017     | Zimowe Mistrzostwa Polski Juniorów | Gorzów Wielkopolski     |
| 50 m stylem motylkowym    | 22,94    | Ksawery Masiuk                                                        | UKS G-8 Bielany Warszawa           | 2 grudnia 2022    | Zimowe Mistrzostwa Polski          | Bydgoszcz               |
| 100 m stylem motylkowym   | 50,89    | Ksawery Masiuk                                                        | G-8 Bielany Warszawa               | 30 listopada 2022 | Zimowe Mistrzostwa Polski          | Bydgoszcz               |
| 200 m stylem motylkowym   | 1:51,84  | Krzysztof Chmielewski                                                 | IUKS Muszelka Warszawa             | 16 grudnia 2021   | Mistrzostwa świata                 | Abu Zabi                |
| 100 m stylem zmiennym     | 54,02    | Kamil Kaźmierczak                                                     | MTP Olimpijczyk Aleksandrów Łódzki | 26 listopada 2017 | Grand Prix Puchar Polski           | Poznań                  |
| 200 m stylem zmiennym     | 1:56,16  | Jan Świtkowski                                                        | UKS Skarpa Lublin                  | 14 grudnia 2012   | Mistrzostwa świata                 | Stambuł                 |
| 400 m stylem zmiennym     | 4:08,01  | Michał Piela                                                          | UKP Unia Oświęcim                  | 30 listopada 2022 | Zimowe Mistrzostwa Polski          | Bydgoszcz               |
| Sztafety klubowe          |          |                                                                       |                                    |                   |                                    |                         |
| 4 × 100 m stylem dowolnym | 3:12,97  | Rafał Słowik Kacper Piotrowski Bartosz Piszczorowicz Kacper Stokowski | UKS G-8 Bielany Warszawa           | 21 grudnia 2017   | Zimowe Mistrzostwa Polski          | Łódź                    |
| 4 × 200 m stylem dowolnym | 7:11,66  | Rafał Słowik Jan Karolczak Cezary Butkiewicz Kacper Piotrowski        | UKS G-8 Bielany Warszawa           | 21 grudnia 2018   | Zimowe Mistrzostwa Polski          | Lublin                  |
| 4 × 50 m stylem zmiennym  | 1:37,67  | Krzysztof Radziszewski Artur Greber Adrian Jaśkiewicz Filip Orlicz    | UKS G-8 Bielany Warszawa           | 18 grudnia 2019   | Zimowe Mistrzostwa Polski          | Ostrowiec Świętokrzyski |
| 4 × 100 m stylem zmiennym | 3:33,54  | Ksawery Masiuk Filip Urbański Paweł Uryniuk Jerzy Stachurski          | UKS G-8 Bielany Warszawa           | 5 grudnia 2021    | Zimowe Mistrzostwa Polski          | Bydgoszcz               |

### Kobiety
| 50 m stylem dowolnym      | 24,52    | Kornelia Fiedkiewicz                                                | MKS Juvenia Wrocław               | 18 grudnia 2018   | Zimowe Mistrzostwa Polski | Lublin                  |
| 100 m stylem dowolnym     | 53,14    | Katarzyna Wasick                                                    | MKS Jordan Kraków                 | 10 grudnia 2009   | Mistrzostwa Europy        | Stambuł                 |
| 200 m stylem dowolnym     | 1:56,23  | Dominika Kossakowska                                                | AZS AWF Katowice                  | 19 grudnia 2019   | Zimowe Mistrzostwa Polski | Ostrowiec Świętokrzyski |
| 400 m stylem dowolnym     | 4:04,30  | Wiktoria Guść                                                       | MKP Szczecin                      | 2 grudnia 2022    | Zimowe Mistrzostwa Polski | Bydgoszcz               |
| 800 m stylem dowolnym     | 8:25,70  | Milena Karpisz                                                      | UKS Piątka Konstantynów Łódzki    | 17 grudnia 2015   | Zimowe Mistrzostwa Polski | Lublin                  |
| 1500 m stylem dowolnym    | 16:08,78 | Paulina Piechota                                                    | UKS 190 Łódź                      | 21 grudnia 2017   | Zimowe Mistrzostwa Polski | Łódź                    |
| 50 m stylem grzbietowym   | 26,92    | Adela Piskorska                                                     | UKS Shark Rudna                   | 2 grudnia 2021    | Zimowe Mistrzostwa Polski | Bydgoszcz               |
| 100 m stylem grzbietowym  | 57,55    | Adela Piskorska                                                     | UKS Shark Rudna                   | 5 grudnia 2021    | Zimowe Mistrzostwa Polski | Bydgoszcz               |
| 200 m stylem grzbietowym  | 2:04,64  | Adela Piskorska                                                     | UKS Shark Rudna                   | 3 grudnia 2021    | Zimowe Mistrzostwa Polski | Bydgoszcz               |
| 50 m stylem klasycznym    | 30,00    | Dominika Sztandera                                                  | MKS Juvenia Wrocław               | 17 grudnia 2015   | Zimowe Mistrzostwa Polski | Lublin                  |
| 100 m stylem klasycznym   | 1:05,37  | Dominika Sztandera                                                  | MKS Juvenia Wrocław               | 20 grudnia 2015   | Zimowe Mistrzostwa Polski | Lublin                  |
| 200 m stylem klasycznym   | 2:23,24  | Katarzyna Dulian                                                    | MKS Victoria Racibórz             | 9 grudnia 2005    | Mistrzostwa Europy        | Triest                  |
| 50 m stylem motylkowym    | 26,06    | Kornelia Fiedkiewicz                                                | MKS Juvenia Wrocław               | 23 listopada 2019 | Grand Prix Puchar Polski  | Poznań                  |
| 100 m stylem motylkowym   | 58,69    | Otylia Jędrzejczak                                                  | MKS Pałac Katowice                | 1 grudnia 2000    |                           | Łódź                    |
| 200 m stylem motylkowym   | 2:06,97  | Mirela Olczak                                                       | MKP Słowianka Gorzów Wielkopolski | 26 listopada 2009 | Zimowe Mistrzostwa Polski | Gorzów Wielkopolski     |
| 100 m stylem zmiennym     | 1:00,75  | Aleksandra Urbańczyk-Olejarczyk                                     | MKS Trójka Łódź                   | 11 grudnia 2004   | Mistrzostwa Europy        | Wiedeń                  |
| 200 m stylem zmiennym     | 2:10,25  | Katarzyna Baranowska                                                | MKP Szczecin                      | 8 grudnia 2005    | Mistrzostwa Europy        | Triest                  |
| 400 m stylem zmiennym     | 4:33,70  | Katarzyna Baranowska                                                | MKP Szczecin                      | 11 grudnia 2005   | Mistrzostwa Europy        | Triest                  |
| Sztafety klubowe          |          |                                                                     |                                   |                   |                           |                         |
| 4 × 100 m stylem dowolnym | 3:45,62  | Martyna Jabłońska Natalia Hermanowska Kornelia Buszka Nina Kawka    | UKS G-8 Bielany Warszawa          | 2 grudnia 2021    | Zimowe Mistrzostwa Polski | Bydgoszcz               |
| 4 × 200 m stylem dowolnym | 8:11,14  | Paulina Żukowska Anna Kawecka Aleksandra Kamińska Natalia Pawlaczek | MKS Zryw Opole                    | 2 grudnia 2010    | Zimowe Mistrzostwa Polski | Szczecin                |
| 4 × 50 m stylem zmiennym  | 1:52,90  | Anna Porzelska Paulina Zachoszcz Mirela Olczak Alicja Tchórz        | MKP Słowianka Gorzów Wielkopolski | 3 grudnia 2010    | Zimowe Mistrzostwa Polski | Szczecin                |
| 4 × 100 m stylem zmiennym | 4:05,85  | Alicja Tchórz Paulina Zachoszcz Mirela Olczak Jagoda Jessa          | MKP Słowianka Gorzów Wielkopolski | 29 listopada 2009 | Zimowe Mistrzostwa Polski | Gorzów Wielkopolski     |

### Sztafety mieszane
| Sztafety klubowe         |         |                                                                |                          |                |                           |           |
| 4 × 50 m stylem dowolnym | 1:34,87 | Ksawery Masiuk Paweł Uryniuk Kornelia Buszka Martyna Jabłońska | UKS G-8 Bielany Warszawa | 3 grudnia 2021 | Zimowe Mistrzostwa Polski | Bydgoszcz |
| 4 × 50 m stylem zmiennym | 1:43,69 | Ksawery Masiuk Oskar Grabek Martyna Jabłońska Kornelia Buszka  | UKS G-8 Bielany Warszawa | 2 grudnia 2021 | Zimowe Mistrzostwa Polski | Bydgoszcz |